# Komenda Powiatowa Straży Granicznej w Nieświeżu
Komenda Powiatowa Straży Granicznej w Nieświeżu – organ dowodzenia Straży Granicznej w II Rzeczypospolitej w latach 1922 – 1923.

## Formowanie i zmiany organizacyjne
Wykonując postanowienia uchwały Rady Ministrów z 23 maja 1922 roku o powołaniu Straży Granicznej, Minister Spraw Wewnętrznych z dniem 1 września 1922 wprowadził w formacji nową organizację wewnętrzną. Ostatecznie nazwę „Baony Celne” na „Straż Graniczną” zmieniono rozkazem Ministra Spraw Wewnętrznych z 9 listopada 1922 roku. Granicę wschodnią podzielono na odcinki wojewódzkie, a te na powiatowe podległe Komendom Powiatowym Straży Granicznej. Komenda Główna Straży Granicznej wyznaczyła z dniem 1 września 1922 roku obsadę personalną Komendy Powiatowej Straży Granicznej w Nieświeżu i podporządkowała jej dwa bataliony piechoty.
Komendant powiatowy SG podlegał w sprawach służby granicznej staroście, a pod względem dyscyplinarnym, administracyjnym i regulaminowym komendantowi wojewódzkiemu SG.

## Kadra komendy powiatowej
Stan na dzień 1 września 1922:
- komendant – mjr Leopold Leparski
- adiutant – por. Wacław Tomaszewski
- oficer do zleceń – por. Eugeniusz Krasowski

## Struktura organizacyjna
Dyslokacja według stanu na dzień 1 grudnia 1922
- Komenda powiatowa w Nieświeżu
  - 34 batalion Straży Granicznej – Siejłowicze
  - 7 batalion Straży Granicznej – Orany
  - 29 batalion Straży Granicznej – Kleck